# Agon (Musik)
Als Musische Agone werden jegliche Agone (Wettkämpfe) in sämtlichen musischen Bewerben bezeichnet. Im antiken Griechenland umfassten sie Wettbewerbe in Musik, Dichtkunst, Tanz, Redekunst und in anderen Künsten wie in der Malerei.
Diese Definition der musischen Agone wird allerdings durch keinen zeitlichen oder örtlichen Rahmen eingeschränkt, was bedeutet, dass als zeitgeschichtliches Beispiel der „Eurovision Song Contest“ genannt werden darf.
Das wohl bekannteste Exempel antiker Agone in musischen Disziplinen waren die Panathenäen.
In der Antike gab es im Bereich der Musik Agone im Singen von Liedern, Hymnen, Dithyramben und Siegesgesängen. Als musikalische Begleitung konnten vor allem die Kithara oder der Aulos dienen.

## Entstehung und Ausbreitung
Es dürfte wohl in die frühe Zeit anzusetzen sein, als die Griechen ihre ersten Kulthandlungen begangen, dass man anfing, sie unter Musikbegleitung durchzuführen.
Die ersten musischen Agone haben sich vermutlich aus den gottesdienstlichen Chören der ältesten Kulthandlungen entwickelt. Schon bald floss der musische Agon in die griechische Mythologie ein. Doch im Gegensatz zum musischen Agon zwischen Göttern und Sterblichen im Mythos, der zumeist durch Hybris verursacht wird, wurden zum künstlerischen Kräftemessen zwischen Menschen vornehmlich Ehrungen (für Gottheiten, Gäste, Tote, Siege) als Anlass genommen.
Die ersten belegten musischen Agone wurden bei den Leichenspielen zu Ehren des Amphidamas in Chalkis abgehalten. Sie datieren um 700 v. Chr. Nach eigenen Angaben hat niemand geringerer als Hesiod mit einem Hymnos den Siegespreis errungen. Diesen Preis, einen Dreifuß, habe er passenderweise den Musen auf dem Helikon geweiht.

## Disziplinen
Rezitierende (epische) Dichtkunst.
Häufig werden Lobgedichte vorgetragen. Sie ehren beispielsweise den Festgott, den Herrscher oder den Austragungsort, an dem die Agone abgehalten werden. Weiters gibt es Vorträge im Epigramm, wozu auch Wettbewerbe in Prosavorträgen gehören.
Musikalisch-poetische Kunst
Instrumentalmusik
Orchestik
Dramatische Agone

## Musische Agone im Mythos

### Marsyas
Nichts stellte für die Griechen eine größere Blasphemie dar als die Hybris, durch die sich ein Sterblicher einem Gott gleich oder überlegen fühlt. Dementsprechend grausam und brutal wurde die Hybris von den Göttern bestraft.
Und so erging es auch dem armen Marsyas, der sich anmaßend und prahlerisch in einen unklugen Wettstreit mit dem göttlichen Apoll einließ, in dem er unausweichlich verlieren musste.
Sie vereinbarten, dass der Sieger mit dem Unterlegenen nach eigenem Ermessen verfahren dürfe. Apoll trat mit der Kithara an, Marsyas mit der Flöte. Ersterer, in seiner Eitelkeit verletzt, drehte sein Instrument um, und verlangte, der Herausforderer solle dasselbe doch auch mit seiner Flöte tun. Alternativ könne er aber auch einen akkordierenden Gesang zum Kitharaspiel anstimmen. Doch Marsyas vermochte keines von beiden.
Es folgte nun ein unermesslich grausames Schauspiel: Zuerst hängte der Sieger den Besiegten auf einem Baum auf und zog ihm dann bei lebendigem Leibe die Haut ab.

### Thamyris
An den Mythos des vorangegangenen Wettstreit erinnert ein anderer Agon: Seine Angeberei wurde auch dem talentierten Thamyris, einem der höchstbegnadeten Musikerpersönlichkeiten der antiken Mythologie, zum Verhängnis. Er, selbst der Sohn der Nymphe Argiope, forderte die Musen zu einem musischen Wettkampf heraus. Diesen, durch Hybris ausgelösten Kitharodie-Agon, konnte er nur verlieren, und mit ihm gleich seine herausragenden musikalischen Fähigkeiten.
Wie auch die vorangegangene Sage, findet sich auch das Schicksal des Thamyris auf zahlreichen Vasenbildern verewigt, und warnt vor der Hybris.